# Heliotropium amplexicaule
Heliotropium amplexicaule är en strävbladig växtart som beskrevs av Vahl. Heliotropium amplexicaule ingår i Heliotropsläktet som ingår i familjen strävbladiga växter. Inga underarter finns listade i Catalogue of Life.

## Bildgalleri

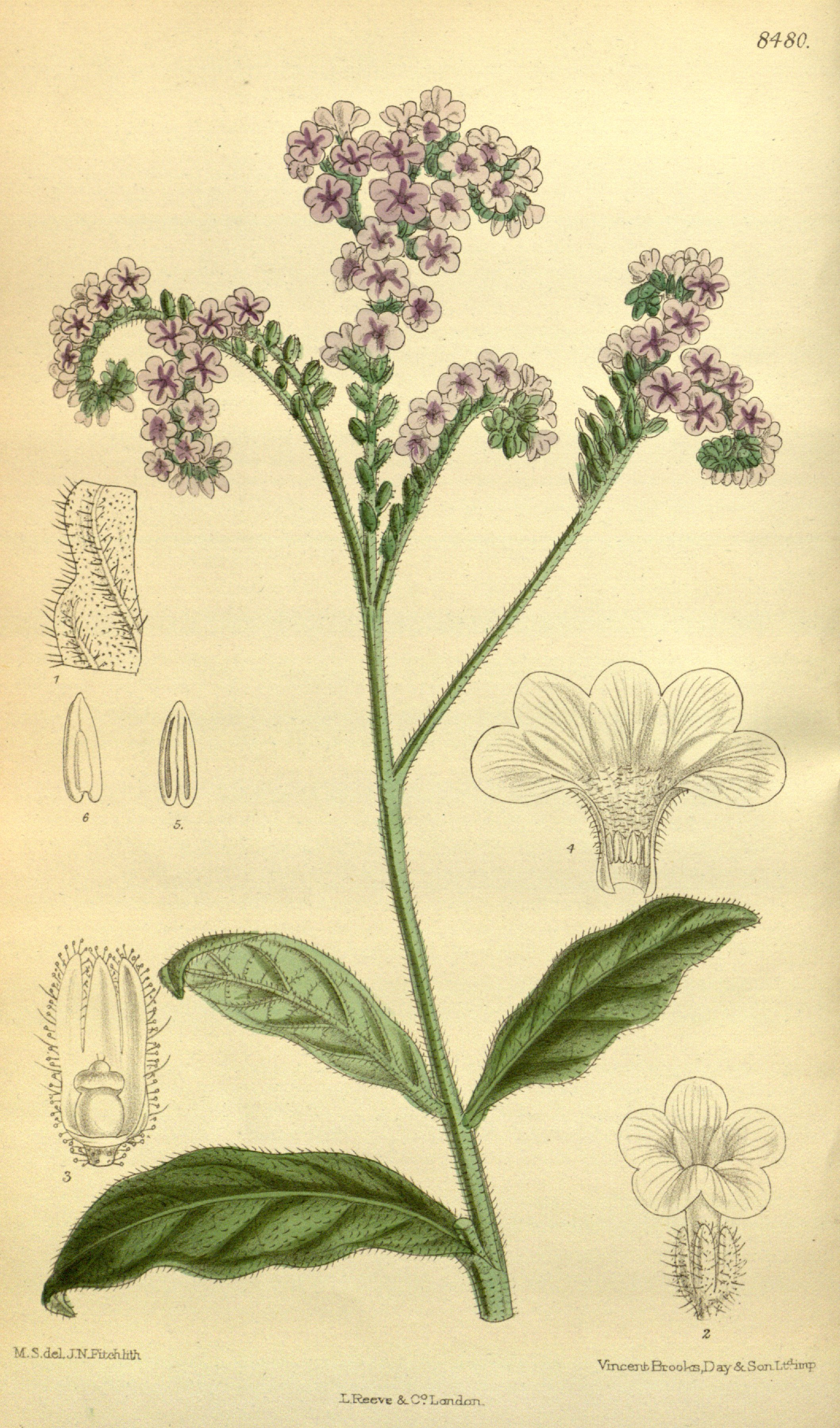
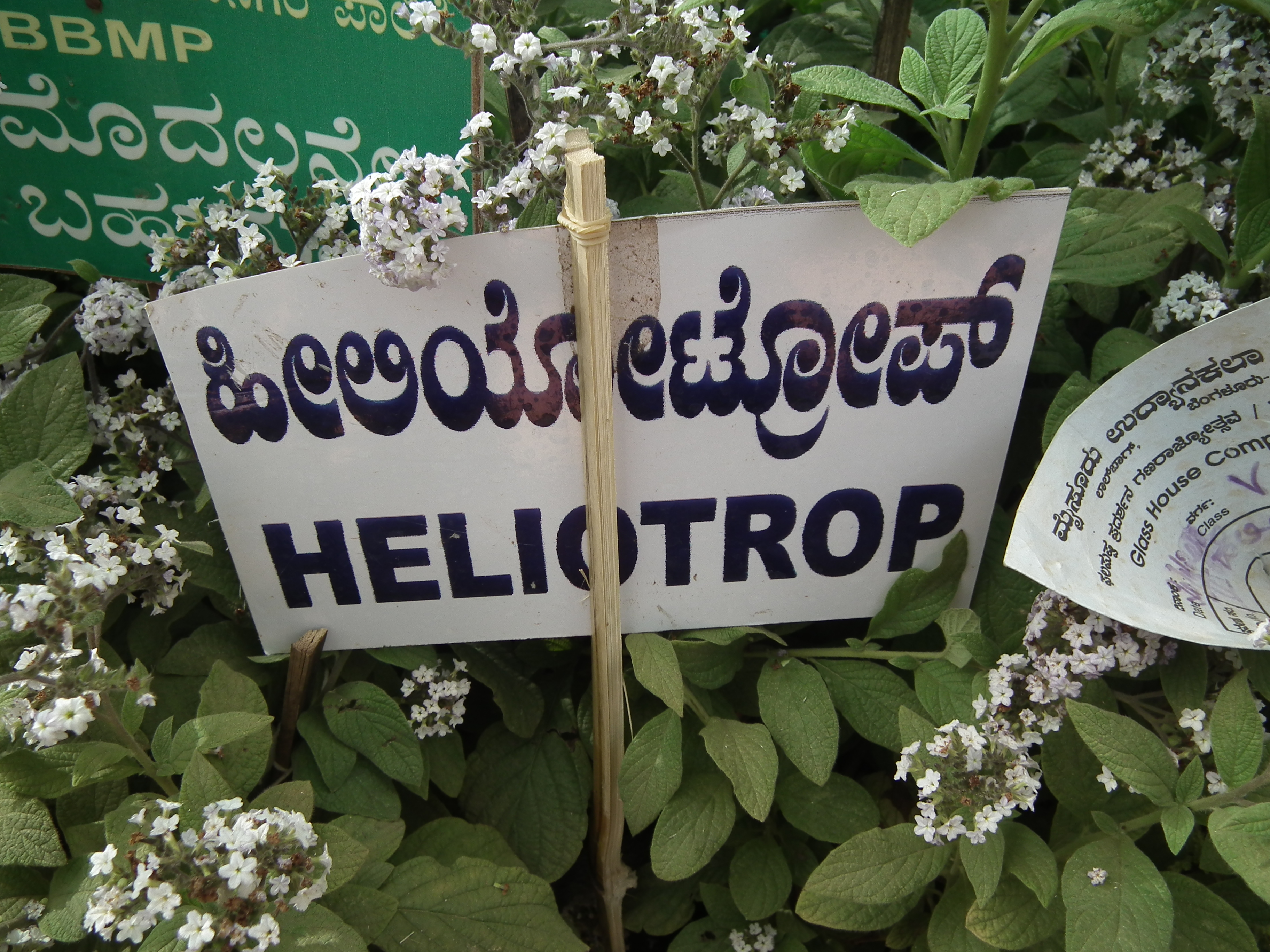
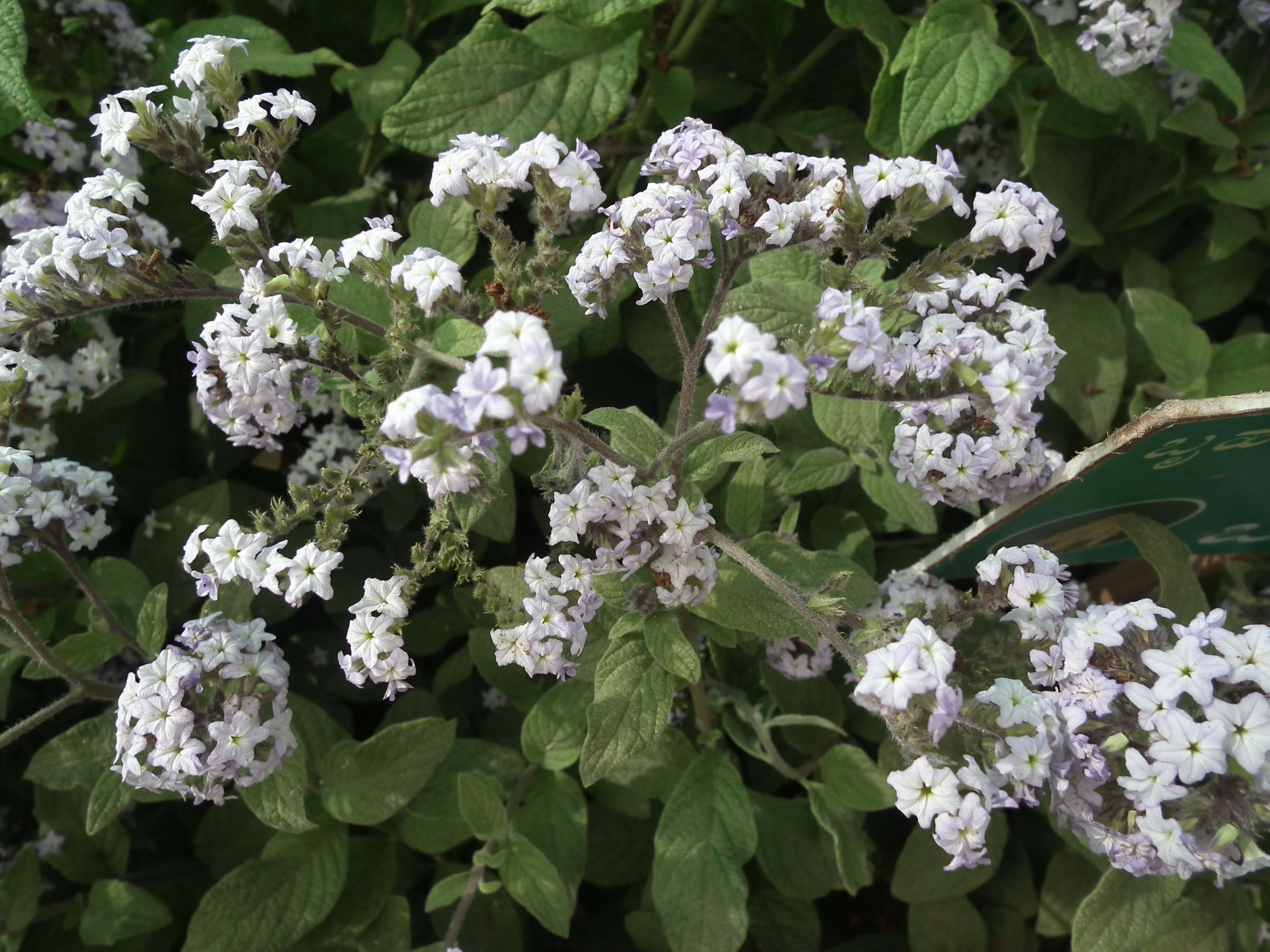
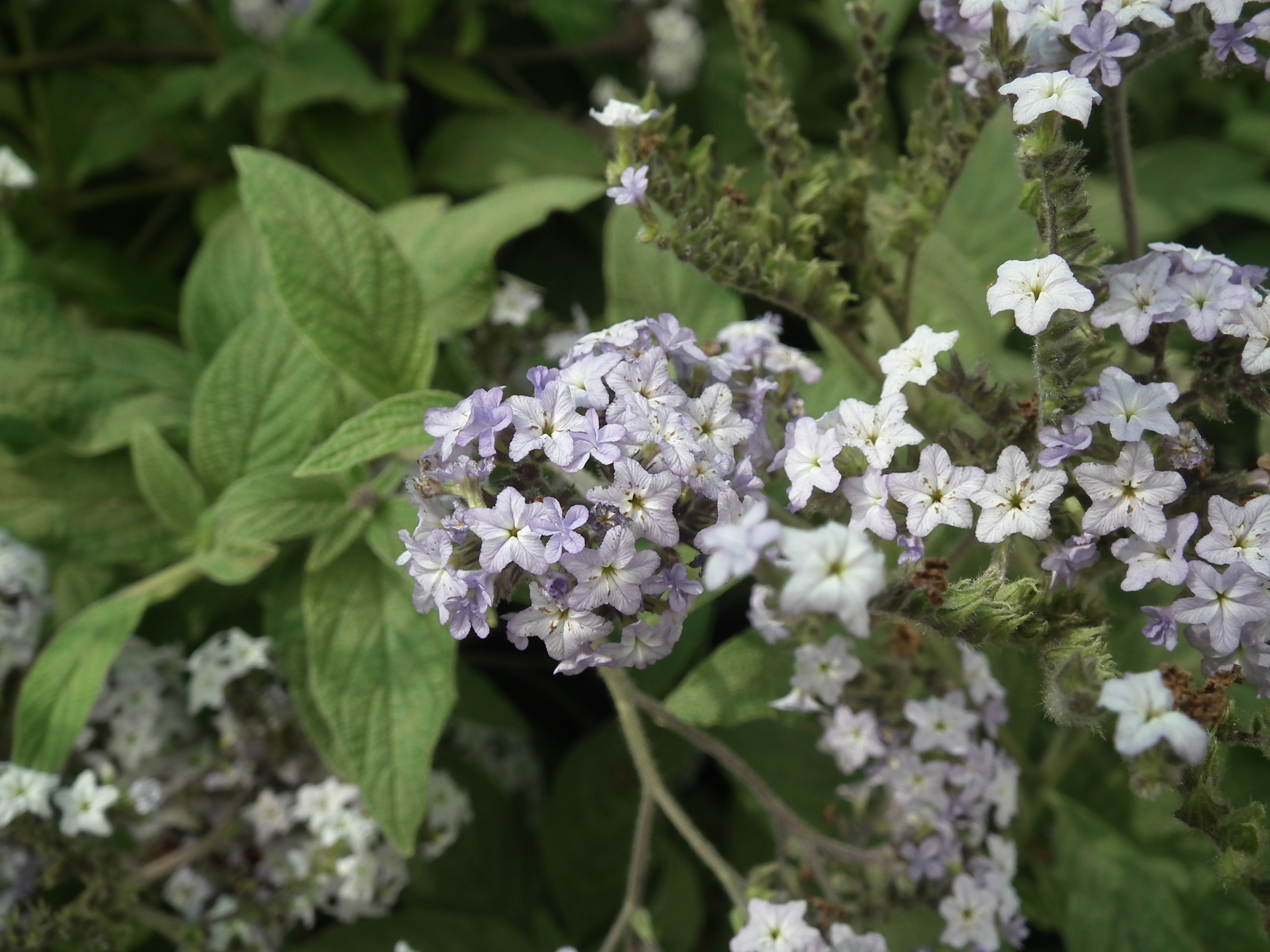
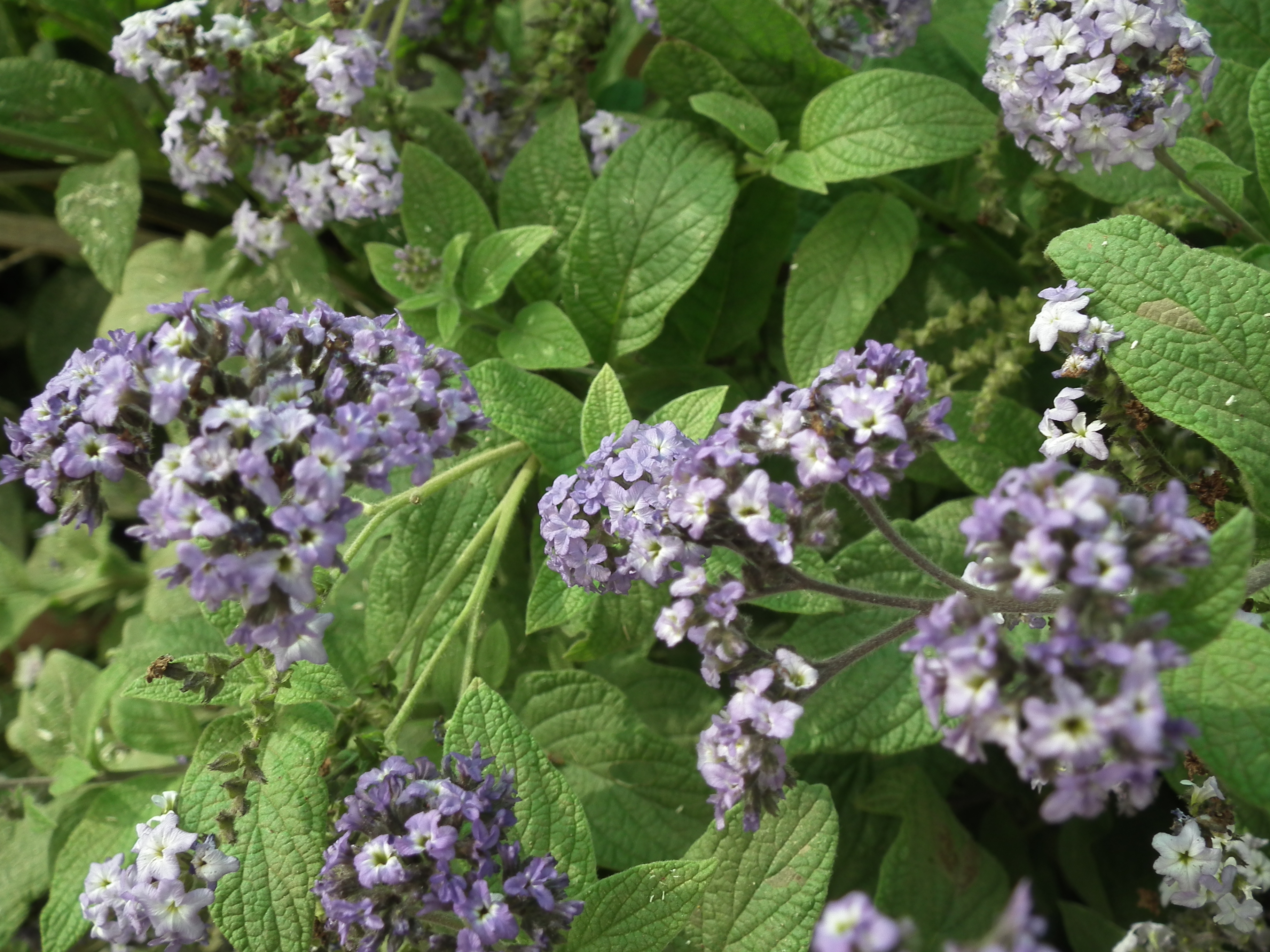
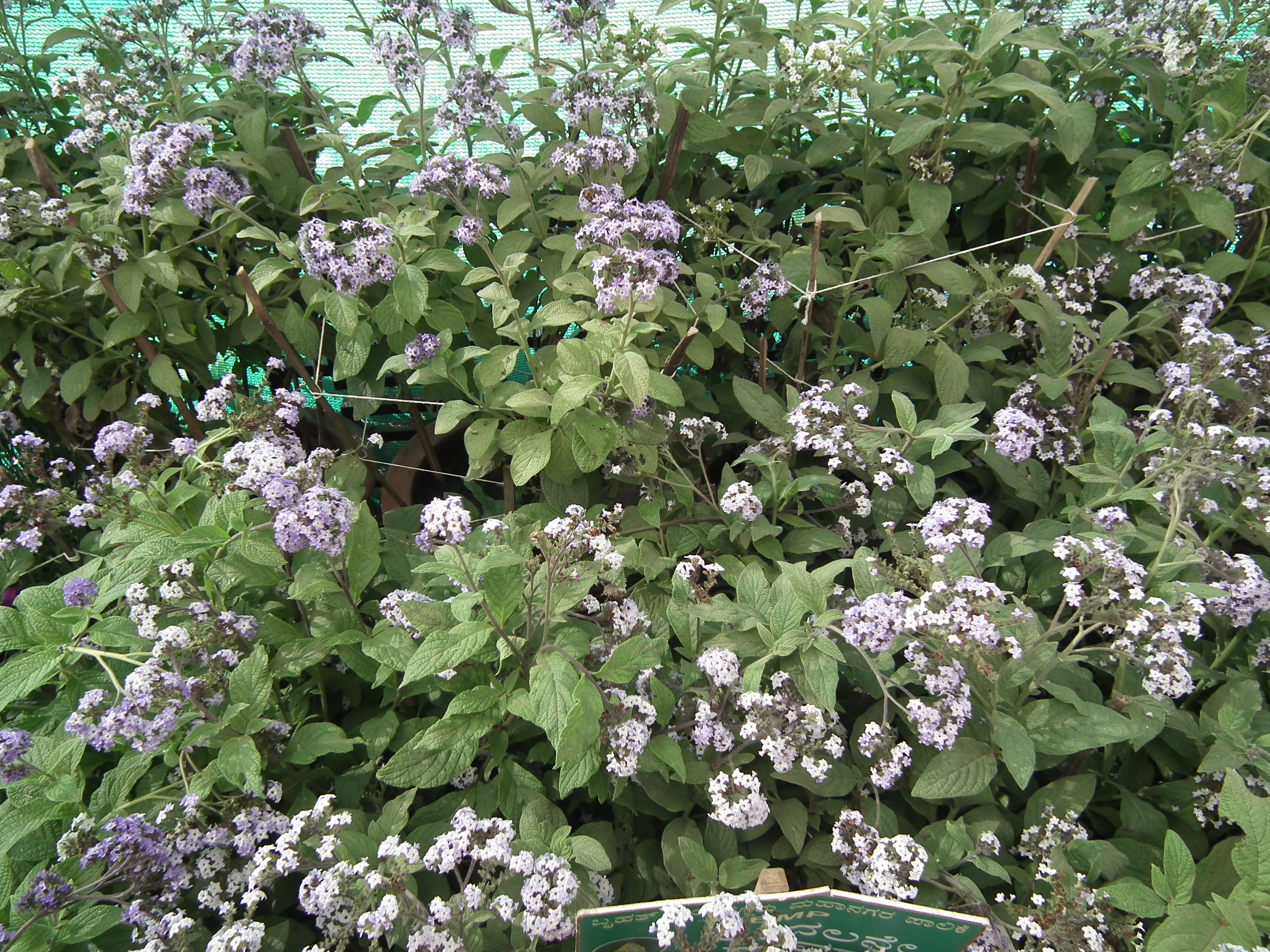